# Chang Shuhong
Advertiment: A la Xina el cognom s'escriu primer. En aquest cas és Chang.
Chang Shuhong (en xinès simplificat: 常书鸿; en xinès tradicional: 常書鴻; en pinyin: Cháng shū hóng) fou un pintor d'origen manxú que va néixer el 21 de març de 1905 a Hangzhou i va morir el 23 de juny de 1994.
L'any 1927, Chang i la seva esposa, Chen Zhixiu, van anar a viure a França. La parella van ser estudiants de l'Institut Franco-xinès de Lió. Durant tres anys Chang va estudiar artesenia amb tapís i pintura a l'oli a l'Escola de Belles Arts de Lió. Chang torna a la Xina per impartir classes a l'escola Nacional d'Art (1937). El 1943, durant la guerra sino-japonesa, es va traslladar a Dunhuang per a salvar i protegir les obres d'art budista de les Coves de Mogao i de les quals no en tenia notícies fins que va arribar a França. Com a responsable de la protecció artística de les coves va sofrir represàlies durant la Revolució Cultural però, malgrat tot, les pintures i estàtues encara es poden admirar actualment. El 1964 fou nomenat "guardià de les coves de Dunhuang" pel primer ministre Zhou Enlai.
Amb la seva primera esposa va tenir dos fills: una filla nascuda a Lió, Chang Shana (1931) i un fill, Chang Jialing, el 1941. Després de divorciar-se el 1945, es casa amb Li Chengxian, amb la qual també tindrà dos fills: Jiahuang (1950) i Jiagao (1953).